# Deutscher Mobilitätspreis

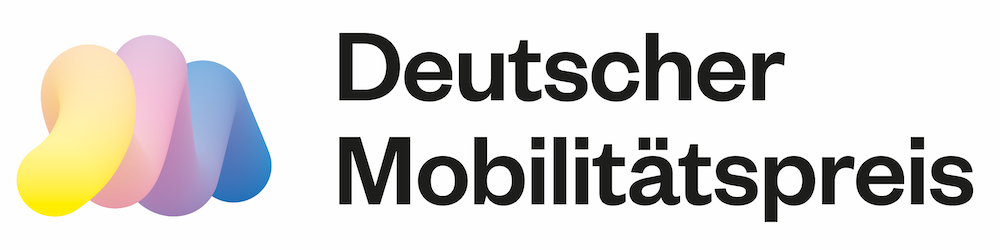
Logo des Deutschen Mobilitätspreises

Der Deutsche Mobilitätspreis (DMP) ist der Innovationspreis für Unternehmen, Start-ups, Netzwerke, Initiativen aus der Mobilitäts- und Digitalbranche sowie Kommunen und Verwaltungen. Der Preis zählt zu den wichtigsten Auszeichnungen im Bereich Digitales und Mobilität und wird jährlich vom Bundesministerium für Digitales und Verkehr (BMDV) verliehen. Er wird jährlich seit 2016 vergeben.

## Vergabe
Der Deutsche Mobilitätspreis wurde erstmals 2016 von der Initiative „Deutschland – Land der Ideen“ und dem Bundesministerium für Verkehr und digitale Infrastruktur ausgelobt. In diesem und den folgenden Jahren wurden hierzu 10 Projekte von einer Jury prämiert und anschließend der Öffentlichkeit vorgestellt. Darüber hinaus konnten sich in einem online-Ideenwettbewerb Bürgerinnen und Bürger ihre Ideen zu wechselnden Themen einreichen.
Seit 2022 ist allein das Bundesministerium für Digitales und Verkehr Ausrichter des Preises, außerdem wurde Struktur des Wettbewerbs geändert. Das Ministerium hat von 2022 bis 2024 das iRights.Lab und die Gesellschaft für Informatik mit der Planung, Durchführung und Betreuung des Deutschen Mobilitätspreises beauftragt. Zwischen 15. September 2022 und 15. Oktober 2022 wurde die Öffentlichkeit online eingeladen, aus einer Longlist, die nach bestimmten Bewertungskriterien von Experten erstellt wurde, ihre Favoriten für die Shortlist abzustimmen. In der neunköpfigen Expertenjury sitzt auch als Vertreter der interessierten Zivilgesellschaft ein Bundesbürger, der sich an der öffentlichen Ausschreibung teilgenommen hat. Das Ergebnis der öffentlichen Abstimmung floss mit einem Gewicht von 30 Prozent zusammen mit den Entscheidungen der Fachjury (70 Prozent) ein. Aus der entstandenen Shortlist entschied Ende Oktober die neunköpfige Jury über die Preisträgerinnen und Preisträger.

## Preisträger
2016
- Best-Practice:[7] Brokenlifts.org, CleverShuttle, Cyface, Dēmos, DHL Paketkopter, easy.go, Hubject, Konux, Mobilfalt (NVV), Moovel Group
- Open Innovation:[8] Amicus, HokusPokus Kombibus, Grüne Meilen

2017
- Best-Practice:[9] A-PiMod (DLR), dguard, Emergency Assist (VW), FAPS (Fraunhofer IVI Accident Prevention School), Ghostbuster (Geisterfahrer frühzeitig erkennen, UdS), HIGH-TOOL (Analysetool für Verkehrspolitiken und Mobilitätskonzepte, KIT), InREAKT (Notfall-Management im ÖPNV, STUVA), PSIroads-MDS (PSI Mines&Roads), Lido/SurfaceData (Hindernisse im Luftverkehr frühzeitig erkennen, Lufthansa Systems), Wuidi
- Open Innovation:[10] Pro-Act TCS, MyPriority, Dein smarter Augenblick

2018
- Best-Practice:[11] Connected Drones (DFS, Telekom), e-troFit Bus, Free2Move, Freie Lastenräder, Getaway, ISCAD, Leuchtende Bahnsteigkante (S-Bahn Stuttgart), Sono Sion, TicketEasy, Visi-Match.com
- Open Innovation:[12] CountryCab, Freeze, Mobile Footprint

2019
- Best-Practice:[13] Medibus (DB Regio), Jelbi (Berliner Verkehrsbetriebe), Ioki Hamburg, C-Brace Orthesensystem (Ottobock), EiTicket Plus (Minden-Herforder Verkehrsgesellschaft), munevo DRIVE, Lincolnsiedlung (Darmstadt),  Intelligente Straßenbeleuchtung (Innogy), Sinn² (VWI Stuttgart), Schaeffler-Paravan Mover
- Ideenwettbewerb:[14] Combined Infrastructure Parcel Service, 1 on 3 4 all, Park+Bike

2020
- Best-Practice:[15] Zedas, Carré Mobility, Rhein-Ruhr-Express, Fernride, H-Aero, HubChain (Stadtwerke Osnabrück und weitere), Intelligente Fußgängerampel (Valeo), Upride, VirtualCity@FMS,  VMT Check-on/Check-out
- Ideenwettbewerb:[16] charger next door, Intelligent-shared-Space, localistics
- Sonderpreis:[15] Women in Mobility

2021
- Best-Practice: AAI Intelligent Traffic, CABDO, CARUSO Dataplace, 1Logistics (Protostellar); Digitale Patientennavigation (Universitätsmedizin Greifswald); Digitale S-Bahn Hamburg (Siemens Mobility, Deutsche Bahn); SEVAS (Verkehrsverbund Rhein-Sieg), MIA Mobility Engine, traigo (VTG), Automating Unmanned Aviation (Unisphere)
- Ideenwettbewerb: MarktKulturBus (Projektgruppe Mobile Dorfmitte, Berlin); Datenbasierte multimodale Logistik (Dr. Fabian Deitelhoff, Dortmund); Digitaler Kalender für intelligente Mobilität (Stefan Wagner, Jena)
- Sonderpreis: Schienenjobs.de (Allianz pro Schiene, index Internet und Mediaforschung)

2022:
- Publikumspreis und Menschen: Katja Diehl
- Good Practice: On-Demand-Mobilität für die Region Frankfurt/Rhein-Main (RMV)
- Erfahrungstransfer: Netzwerk der vom Land geförderten Stellen für nachhaltige Mobilität in Baden-Württemberg
- Veränderung: eFarm, e.Volution
- Daten und Innovation: OPENER next (TU Chemnitz)
- International: VelObserver
- Young Vision: Second Ride
- Science-Fiction: Veloroute H2O
- Art: Parasite Parking

2023:
- Digital Transformation & Data-Driven Mobility: MobileCityGame
- New Mobility: uRyde
- Design: Simo – Mobilitätssimulator für Rollstuhlfahrer
- Good Practice: sprinti
- Publikumspreis: DB Rad+

2024:
- Digitale Transformation und KI: SmartAIs
- Neue Mobilitätslösungen: NeMo.bil
- Design: UNLEASH FUTURE BOATS
- Praxisbeispiele: SMILE24
- Publikumspreis: MoveOn – Radverkehrsdaten für Deutschland (Stadtradeln)